# Morphopus
Morphopus is een geslacht van rechtvleugeligen uit de familie doornsprinkhanen (Tetrigidae). De wetenschappelijke naam van dit geslacht is voor het eerst geldig gepubliceerd in 1905 door Bolívar.

## Soorten
Het geslacht Morphopus omvat de volgende soorten:
- Morphopus acmophylloides Günther, 1939
- Morphopus phyllocerus Bolívar, 1887